# Cascate di Kota

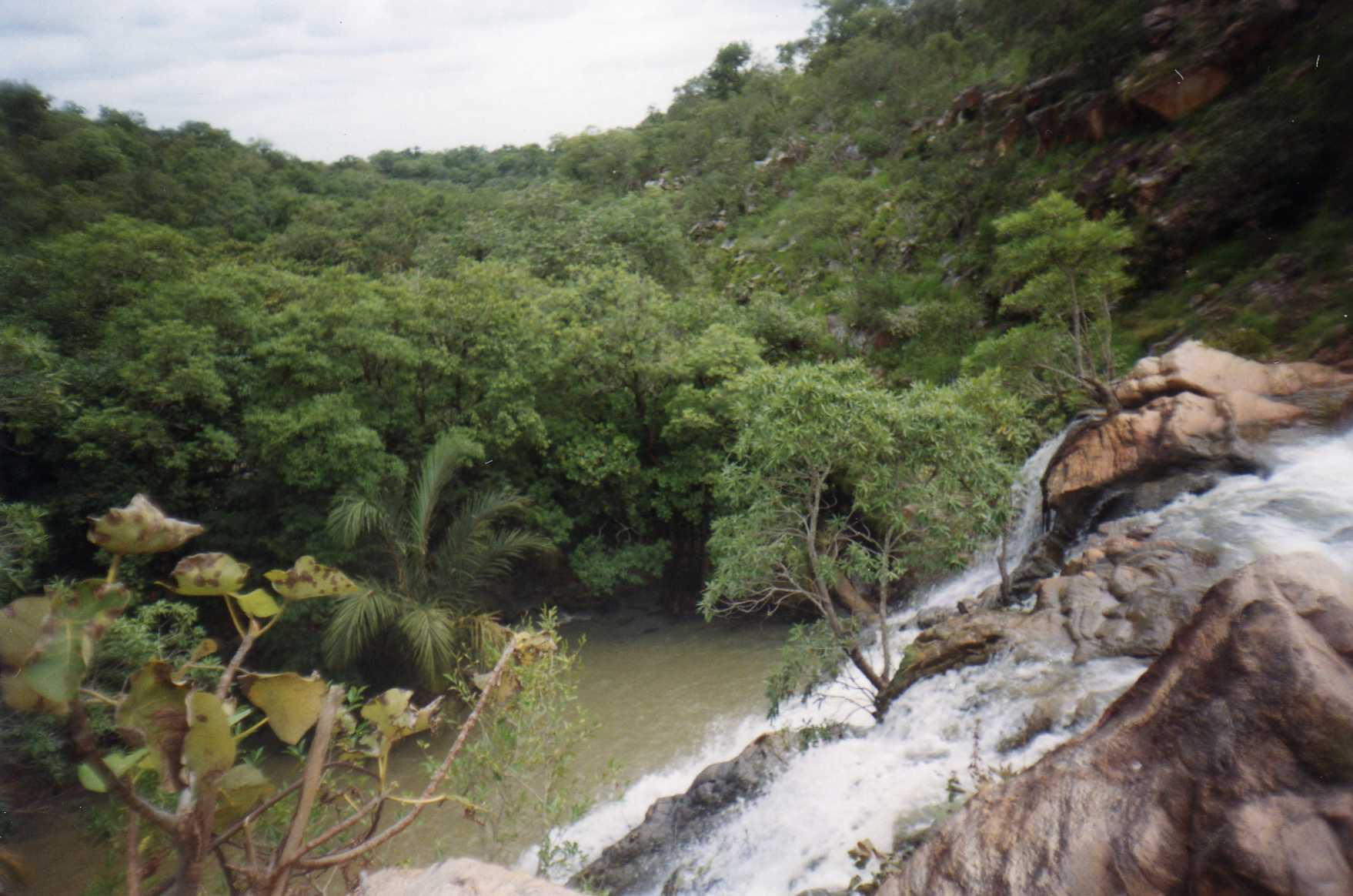
Le cascate di Kota

Le cascate di Kota (Chutes de la Kota in francese) si trovano fra Berincingou e Kouandé, 15 km a sud-est di Natitingou, la città principale della regione dell'Atakora, nel Benin settentrionale.
Le cascate sono una delle principali attrazioni turistiche del Benin settentrionale. Sono facilmente raggiungibili in automobile: dalla strada statale principale, è necessario percorrere una decina di km di strada sterrata, lasciare i mezzi e proseguire a piedi per un breve tratto nella foresta. Durante la stagione delle piogge (da maggio ad ottobre) si può fare il bagno nel lago alla base delle cascate.